# Gornji bunar na Dolcu u Hvaru
Gornji bunar nalazi se na Dolcu u gradu Hvaru, na adresi Trg Marka Miličića.

## Opis
Bunar se prvi puta spominje tek 1496. godine, makar se prema izvorima koristi još od antike. Kako stoji na uklesanom natpisu, "podiže" se 1554. godine (moguće gradi njegova kruna), a zatim "obnavlja i povećava" 1760., o čemu govori i latinski natpis na južnom kamenom pragu kvadratične krune. Godine 1822. gustirna je očišćena prislinim radom stanovnika, uglavnom iz obližnjeg sela Brusja, a sama se gustirna sve do 1950-ih godina kada grad dobiva tekuću vodu, koristila za poboljšanje vodopskrbe grada Hvara.

## Zaštita
Pod oznakom Z-6974 zaveden je kao nepokretno kulturno dobro - pojedinačno, pravna statusa zaštićena kulturnog dobra, klasificirano kao "javne građevine/profana graditeljska baština".